# میرزا علی‌محمد
میرزا علی‌محمد نامی برای مردان است. افراد شاخص با این نام از این قرارند:
- میرزا علی‌محمد اژه‌ای
- میرزا علی‌محمد لواسانی
- میرزا علی محمد ادیب بیضایی آرانی
- میرزا علی محمد دولت‌آبادی
- میرزا علی محمد خان شیرازی